# Aeolochroma bryophanes
Aeolochroma bryophanes là một loài bướm đêm trong họ Geometridae.